# Коммунистическая партия Свободной территории Триест
Коммунистическая партия Свободной территории Триест (КПСТТ; словен. Komunistična partija Svobodnega tržaškega ozemlja, хорв. Komunistička partija Slobodni teritorij Trsta, итал. Partito Comunista del Territorio Libero di Trieste) — итальянско-югославская политическая партия, сформированная в 1945 году на территории Свободного государства Триест.

## История
Основана на учредительном съезде в 1945 году на базе местных организаций Итальянской коммунистической партии и Коммунистической партии Словении как Коммунистическая партия региона Джулия (КПРД).
В период после своего создания партия выступала за интеграцию Юлийской Краины в состав Югославии. Первыми руководителями партии были Руди Уршич и партизанский командир Бранко Бабич. В 1947 году, после формального создания Свободной территории Триест, партия изменила название на КПСТТ.
После резолюции Коминформа от 28 июня 1948 года, приведшей к ухудшению отношений между Югославией и другими народно-демократическими странами, в партии произошёл раскол. Оппозиционную группу, объединившую сторонников Тито, возглавлял Бранко Бабич. Сторонники линии Коминформа получили большинство в ЦК партии (6 против 4), их лидер Витторио Видали был избран руководителем партии. Партия пересмотрела свои взгляды на будущее Свободной территории и выступила против её присоединения к Югославии. Вследствие этого партия стала подвергаться преследованиям в Зоне Б, контролировавшейся югославскими войсками.
Сторонники Бабича создали отдельную партию с тем же названием, а затем — Итало-словенский народный фронт (ИСНФ). ИСНФ принимала участие в выборах на Свободной территории (в результате которых получили один мандат) и продолжила функционирование и после вхождение Зоны А в состав Италии.
После вхождения Зоны А в состав Италии, КПСТТ вошла в состав Итальянской коммунистической партии в 1957 году. В составе ИКП коммунисты Триеста сформировали Триестскую автономную федерацию.

## Молодёжная организация
Молодёжной организацией партии являлась Федерация коммунистической молодёжи Свободной территории Триест. Печатным органом федерации был «Gioventù». С ней был тесно связан Антифашистский союз молодёжи Свободной территории Триест.

## Участие в выборах
КПСТТ приняла участие в выборах 12 июня 1949, на которых получили 35 568 голосов (около 20%) и 13 мандатов.